# I-CTDi
Common Rail Turbo Diesel Injection (сокр. i-CTDi) — технология Common Rail, применявшаяся в автомобилях Honda, произведённых и проданных на европейском рынке в период с 2002 по 2008 год. Это общее название турбодизельных двигателей с непосредственным впрыском. Производство двигателей i-CTDi было прекращено в 2008 году в пользу двигателей i-DTEC.

## Двигатели i-CTDi

### 1,7л(100л. с.)
Первый двигатель i-CTDi — GM Circle L, являющийся производным от Isuzu 4EE1, но затем лицензированный и выпущенный компанией Honda с добавлением системы i-CTDi. В двигателе применяются система впрыска высокого давления Common Rail второго поколения и турбокомпрессор с изменяемой геометрией.
Двигатели соответствуют стандарту Евро-4, который требовался для продажи в Европе с 2005 года.

#### Применения
- Honda Civic

### 2,2 л (140 л. с.)
Honda N22A — первый дизельный двигатель, полностью разработанный компанией Honda. Проект по разработке этого двигателя вёлся с 1995 года под руководством ведущего инженера Кеничи Нагахиро, а первые двигатели были выпущены в 2003 году. Недовольство Нагахиро неуклюжестью старых дизельных двигателей вдохновило его на создание чего-то лучшего. Это послание «Ненавидь что-то, меняй что-то» (англ. «Hate something, change something») стало темой рекламной кампании Honda 2004 года «Grrr». В 2005 году N22A был удостоен звания «Международный двигатель года» (англ. International Engine of the Year) для двигателей объёмом 2,0—2,5 л.

#### Применения
- Honda Accord[5]
- Honda Civic[6]

## i-DTEC

### 2,2 л (150—180 л. с.)
Honda N22B

#### Применения
- Honda Civic[7]
- Honda Accord
- Honda CR-V

### 1,6 л (120—160 л. с.;двойной турбонаддув)

#### Применения
- Honda Civic[8][9]
- Honda HR-V
- Honda CR-V